# Věra Hlaváčková
Věra Hlaváčková (* 8. ledna 1965 Brno) je česká filmová a divadelní herečka a dlouholetá členka Jihočeského divadla.

## Život
Narodila se 8. ledna 1965 v Brně. Absolvovala brněnskou konzervatoř a následně krátce působila v Klicperově divadle v Hradci Králové a následně v brněnské Mahenově. Následně odešla do činoherního souboru Jihočeského divadla. Členkou divadla je od roku 1990. Její rodiče však divadlo nikdy neschvalovali.
Mezi její role patří například Emilie Marty v opeře Věc Makropulos, nebo Paulina ve hře Polyeuktos, za kterou dostala první Jihočeskou Thálii. V roce 2013 získala nominaci za roli Věry v dramatu Job Interviews, které napsal a režíroval Petr Zelenka.
Kromě divadla účinkovala i v několika filmech. Její nejznámější filmovou rolí je paní Lavická, matka Juliuse Lavického ve filmech Vyšehrad Fylm a Vyšehrad Dvje. Rovněž si zahrála v několika českých seriálech.
V minulosti kandidovala za stranu Zelených a Jihočeši 2012. Za stranu Zelených byla v kulturní komisi města.
Je vdaná a má dceru Terezu.